# Тес

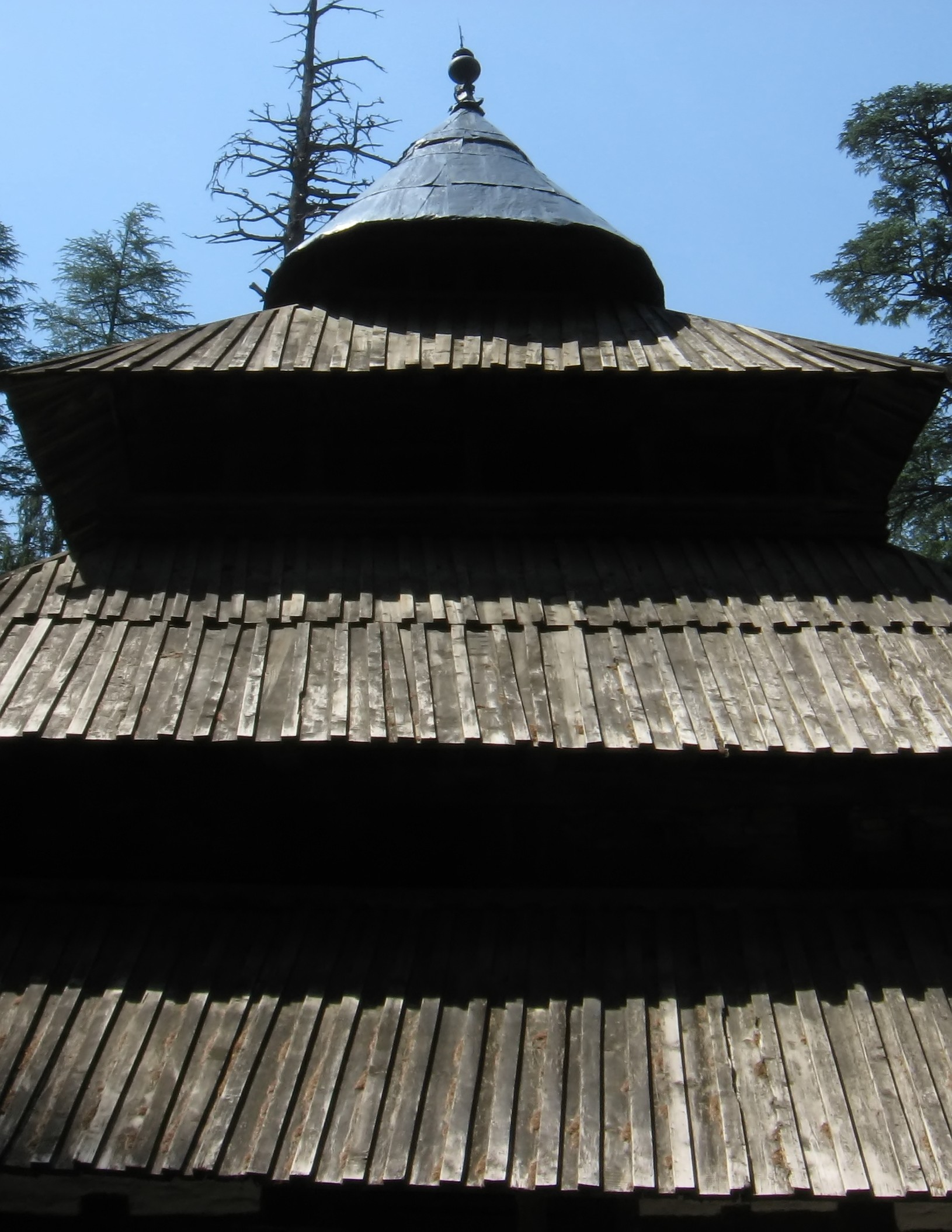
Тесовий дах

Тес — тонкі  дошки з деревини різних порід, одержувані шляхом поздовжнього розпилювання  колоди. Спочатку тесом називалися дошки, одержувані з колод, які зазвичай попередньо розколювалися навпіл за допомогою клинів, а потім обтісували. Звідси назва — «тес».
Довжина тесу варіюється від 4 до 6,4 метрів, товщина від 19 до 25 мм, ширина зазвичай 100–110 мм. Тес підрозділяється на необрізний — дошка має бічну крайку, що зберігає бічну поверхню стовбура дерева і обрізний, коли дошка такої кромки не має і є формою правильний паралелепіпед. Іноді тесу надається особливий вид згідно з його спеціальним призначенням, звідки з'являються його особливі різновиди: наприклад, покрівельний тес — дошка з двома поздовжніми жолобками для стоку води.
Тес застосовується для обшивки в судо- і вагонобудуванні, а також у будівництві для покриття дахів, обшивки стін, перекриттів тощо